# Pierre Juneau
Pierre Juneau PC OC MSRC (* 17. Oktober 1922 in Verdun, Montreal, Québec; † 21. Februar 2012) war ein kanadischer Journalist, Rundfunkintendant und Politiker, der unter anderem erster Vorstandsvorsitzender der Canadian Radio-television and Telecommunications Commission (CRTC), zwischen August und Oktober 1975 kurzzeitig Kommunikationsminister und später Präsident von CBC/Radio-Canada war. Nach ihm ist der 1970 gegründete Musikpreis Juno Award benannt.

## Leben

### Rundfunkmanager und Aufstieg zum CRTC-Vorsitzenden
Der aus einer Arbeiterfamilie stammende Juneau studierte zunächst an der Universität Montreal und später an der Universität von Paris, wo er den späteren Premierminister Pierre Trudeau trat und mit diesem nach seiner Rückkehr nach Montreal die politische Zeitschrift Cité libre gründete. Während seines Studiums war er Mitglied der katholischen Jugendbewegung Jeunesse Étudiante Chrétienne (JEC) und zwischen 1947 und 1949 deren Repräsentant für Kanada im Zentrum für Internationale Dokumentation und Information (CIDI) der katholischen Studentenorganisation International Young Catholic Students (IYCS).
1949 wurde er Mitarbeiter der National Film Board of Canada (NFB), in der er zunächst Französischberater des Commissioner Albert Trueman war, der sich um frankophonen Filmregisseure und insbesondere um die Filmgesellschaft Québecs kümmerte. In den 1950er Jahren war er Assistent des Regionalbeauftragten der NFB in Québec, ehe er nacheinander Leiter von deren internationalen Vertriebsabteilung, Assistent des Leiters des Europabüros und schließlich Sekretär des NFB wurde.
Neben seiner Tätigkeit bei der NFB gehörte Juneau 1959 zu den Mitgründern des Montreal International Film Festival und fungierte bis 1968 auch als deren Präsident. 1964 wurde er Direktor der Abteilung für französischsprachige Filmproduktionen des NFB und als solcher auch 1966 Vize-Vorsitzender des Büros der Rundfunkintendanten (Board of Broadcast Governors, BBG).
Nachdem aus der BBG 1968 die Canadian Radio and Television Commission (CRTC) hervorgin, wurde Juneau deren erster Vorsitzender und bekleidete diese Funktion bis zu seiner Ablösung durch Harry J. Boyle 1975. In dieser Funktion war er Anfang der 1970er Jahre Initiator einer Reihe von Bestimmungen, die den Anteil von in Kanada erstellten Radio- und Fernsehproduktionen sowie Programm- und Musiksendezeiten prozentual festlegten. Dadurch wurde insbesondere bei Radiostationen ein einheimischer Markt für kanadische Musik angestrebt, der letztlich zu einem Boom in der kanadischen Musikproduktion führte. Zur Würdigung seiner persönlichen Verdienste wurde der seit 1970 vergebene Musikpreis Juno Award nach ihm benannt und er selbst 1971 mit einem Sonder-Juno Award als Mann des Jahres der Musikindustrie Kanadas geehrt.
Für seine langjährigen Verdienste in der Medienwelt Kanadas wurde er am 25. Juni 1975 zum Officer des Order of Canada ernannt.

### Kommunikationsminister und Präsident von CBC/Radio-Canada
Am 29. August 1975 wurde Juneau von seinem alten Freund Pierre Trudeau, der mittlerweile Premierminister Kanadas war, als Kommunikationsminister in das 20. Kabinett Kanadas berufen. Da er zu der Zeit jedoch nicht Abgeordneter des Unterhauses war, bewarb er sich bei einer Nachwahl um ein Unterhausmandat im Wahlkreis Montreal-Hochelaga, unterlag jedoch dem Kandidaten der Progressiv-konservativen Partei Kanadas, Jacques Lavoie. Aufgrund der verfassungsmäßigen Bestimmung, dass ein Kabinettsminister Abgeordneter sein oder ein Mandat kurz nach seiner Ernennung gewinnen müsste, trat er knapp zwei Monate nach seiner Ernennung am 24. Oktober 1975 als Kommunikationsminister wieder zurück.
Gleichwohl übernahm er nach Ernennung durch Premierminister Trudeau führende Funktionen im Kommunikationsministerium und war dort zunächst zwischen 1975 und 1980 Unterstaatssekretär und anschließend bis 1982 stellvertretender Minister.
Nach seinem Ausscheiden aus dem Regierungsdienst wurde er 1982 Nachfolger von Albert Wesley Johnson als Präsident von CBC/Radio-Canada, wobei er wegen seiner Nähe zur Liberalen Partei des bisherigen Premierminister Trudeau nach dem Wahlsieg der Progressiv-konservativen Partei des neuen Premierministers Brian Mulroney bei der Unterhauswahl 1984 feindselig betrachtet wurde. Obwohl es in der Folgezeit zum Streit mit der Regierung Mulroney wegen Budgetkürzungen und der Reorganisation von CBC kam, vollendete Juneau seine siebenjährige Amtszeit als Rundfunkintendant und übergab das Amt als CBC-Präsident 1989 an William T. Armstrong, der zuvor Hauptgeschäftsführer der Roy Thomson Hall war. Trotz der oben genannten Sparzwänge gelang Juneau die Einführung eines neuen Kabelfernsehens (CBC Newsworld) sowie die Durchsetzung eines 95-prozentigen kanadischen Anteils im Programm. Des Weiteren förderte er die einheimische Produktion von Fernsehfilmen und Fernsehserien.
Nach dem Ausscheiden bei CBC gründete er den World Radio and Television Council, eine von der UNESCO geförderte Nichtregierungsorganisation, und war darüber hinaus auch Dozent für Kommunikationswissenschaften an der Universität Montreal.
Juneau, der auch Mitglied der Royal Society of Canada war, wurden darüber hinaus Ehrendoktortitel der York University, Ryerson University, der Trent University sowie der Université de Moncton verliehen.